# Hugh Urban
Hugh Bayard Urban es profesor de estudios religiosos en el Departamento de Estudios Comparados Universidad Estatal de Ohio. También es autor de ocho libros y numerosos artículos académicos. Uno de sus obras más importantes es una historia de la iglesia de la Cienciología publicado por el Princeton University Press en 2012. 

## Primeros años, educación y familia
Urban es el hijo de un psicólogo y profesor de la Universidad Estatal de Pensilvania y se crio en una devota familia episcopal. Tiene cuatro hermanos. Está casado con Nancy Jesser, quien también enseña en el Departamento de Estudios Comparados de la Universidad Estatal de Ohio .  Tienen una hija.  
Urban recibió su doctorado en la historia de la religión por Universidad de Chicago